# 法雷斯·巴路利
法雷斯·巴路利（法語：Farès Bahlouli；1995年4月8日—）是法國的職業足球運動員，司職攻擊中場，現效力於法國足球甲級聯賽中的里昂。
他在2013年5月12日里昂對戰巴黎聖日耳門的比赛中首次為球會上陣，在第82分鐘入替巴菲迪比·高美斯。

## 外部連結
- 法雷斯·巴卢利 – 法國職業足球聯賽数据 – 支持法语（已存档）
- 法雷斯·巴路利在《隊報》足球中的档案 （法文）
- 法雷斯·巴卢利 （页面存档备份，存于）在法国足协官网中的法国国家队档案